# Martial Raysse
Martial Raysse (Golfe-Juan, 12 februari 1936) is een Frans beeldend kunstenaar. Zijn werk wordt gerekend tot het nouveau réalisme en de popart. Raysse werd bekend met kleurrijke assemblages met neonlicht. Een van zijn bekendste thema's is het vrouwenportret.

## Biografische gegevens
Raysse groeide op in een gezin van keramisten in Vallauris in het district de Alpes-Maritimes. Op twaalfjarige leeftijd begon hij met schilderen en schrijven van poëzie. Het gezin woonde ook in Nice, waar Raysse literatuur studeerde. Hij beoefende in zijn jeugd atletiek. Hij begon prullaria te verzamelen dat hij in plexiglas kisten presenteerde. In 1957 exposeerde hij een aantal van zijn werken in Galerie Longchamp in Nice en maakte kennis met Jean Cocteau. Hij was gefascineerd door de schoonheid van plastic en struinde goedkope winkels af op zoek naar materiaal. Hij noemde zijn visie op de consumptiemaatschappij vision hygiene. Hij maakte zeefdrukken met fluorescerende kleuren en combineerde zijn objecten met contouren in neonlicht.

## Nouveaux Réalistes
In oktober 1960 richtte hij tezamen met andere kunstenaars de groep Nouveaux Réalistes op. Tot deze groep behoorden ook de kunstenaars Arman, Yves Klein, François Dufrêne, Raymond Hains, Daniel Spoerri, Jean Tinguely, Jacques Villeglé en de kunstcriticus en filosoof Pierre Restany. Later sloten zich ook César, Mimmo Rotella, Niki de Saint Phalle en Christo bij deze groep aan. De groep wilde de werkelijkheid op een nieuwe manier benaderen. De kunstenaars probeerden de twintigste-eeuwse consumptiemaatschappij een plaats te geven in hun werk.

## Tentoonstellingen
Zijn werk ondervond in 1961 waardering vanuit de kunstkritiek en een tentoonstelling in Milaan was vijftien minuten voor de opening helemaal uitverkocht. Raysse reisde vervolgens naar de Verenigde Staten om zich aan te sluiten bij de beweging van popart in New York.
Voor de tentoonstelling Dylaby (Dynamisch labyrint) in 1962 in het Stedelijk Museum, met onder andere Daniel Spoerri, Niki de Saint Phalle, Jean Tinguely en Robert Rauschenberg maakte Raysse het opzienbarende environment Raysse Beach, waarmee hij zijn internationale faam vergrootte. In 1968 nam Raysse deel aan de 4e documenta in Kassel. Ook in 1977 en in 1992 was zijn werk daar te zien, op respectievelijk documenta 6 en IX.
In het begin van de jaren 1970 keerde hij terug naar Zuid-Frankrijk en sloot zich aan bij de kunstenaarsgroep PIG. Hij begon objectvitrines te maken die zich vooral met de thema's mystiek en magie bevatten.  In 1981 was er een grote overzichtstentoonstelling van zijn werk in het Centre Pompidou in Parijs. 
Martial Raysse woont tegenwoordig (2013) in Issigeac in de Dordogne. Zijn recente landschappen en bronzen beelden tonen een voorliefde voor mythologische thema's.

## Film
- Raysse trad in 1971 op in de film Jupiter van Jean-Pierre Prévost.[1]
- Hij schreef zelf in 1972 het draaiboek voor de film Le grand départ.[2] waarvoor hij ook de regie deed.

## Publicaties
Martial Raysse - How the path is long, éditions kamel mennour, Paris, 2012